# 竹田祐介
竹田 祐介（たけだ ゆうすけ）は、日本の作曲家、編曲家。Elements Garden所属。

## 提供作品

### アーティスト
- 相羽あいな
  - ParadoX（作曲・編曲）
  - Liar Pain（作曲・編曲）
- ナナランド
  - 夏の夢（作曲・編曲）
  - キミから一番遠い場所（作曲・編曲）
  - サウスポー（作曲・編曲）
  - 悪戯（作曲）
- PhatSlimNevaeh
  - Dive（作曲・編曲）
  - フィルムカメラ（作曲・編曲）
  - きづかない（作曲・編曲）
- Faylan
  - 百華繚乱～乱レ華～（作詞・作曲・編曲） / ゲーム『英雄＊戦姫WW』主題歌
- 福山潤
  - Tightrope（作曲・編曲）
  - Territory（作曲・編曲）
- 藤川千愛
  - 夢なんかじゃ飯は喰えないと誰かのせいにして（編曲）
  - 東京（作曲・編曲）
  - 神頼み（作曲・編曲）
  - おまじない（作曲・編曲）
  - 田中が彼氏だったなら（作曲・編曲）
  - 四畳半戦争（作曲・編曲）
  - 誰も知らない（作曲・編曲）
  - Nightmare（作曲・編曲）
  - ワレモノ注意（作曲・編曲）
  - リフレイン（作曲・編曲）
  - 片っぽのピアス（作曲・編曲） / ドラマ『にぶんのいち夫婦』主題歌
- BenjaminJasmine
  - 忘れな草（作曲・編曲）
  - ファンファーレ（作曲・編曲）
  - Brand New Me（作曲・編曲）
- まねきケチャ
  - 相思い（編曲）
  - いつかどこかで（編曲） / TVアニメ『おこしやす、ちとせちゃん』ED
  - 虹を探しに（作曲・編曲）
  - 君のいない世界に（作曲・編曲）
  - まわる世界に（作曲・編曲） / TVアニメ『やくならマグカップも』実写パート『やくならマグカップも-やくもの放課後-』OP
  - 難攻不落（作曲・編曲）

### アニメ・ゲーム
- ヴィジュアルプリズン
  - BLOODY KISS（編曲）
  - シャルムの輪廻（作曲・編曲）
  - SACRIFICE（編曲）
- うたの☆プリンスさまっ♪
  - Lyrical Poetry（編曲）
  - 真なる旋律は最愛を歌う（編曲）
  - 恋から愛へ...そして未来に（編曲）
  - BLACK DEJAVU（作曲・編曲）
  - Alright, All night（作曲・編曲）
  - 黄昏Hugging（作曲・編曲）
  - 宵闇Secret moon（作曲・編曲）
  - UUUU(作曲)
- GHOST CONCERT
  - Just "KID"ding!（作曲・編曲）
  - Will Kill（編曲）
  - Wonderful Days！（作曲・編曲）
  - CALL ME BILLY！（作曲・編曲）
- スーパーボンバーマン R
  - HERO -R remix-（編曲）
- 戦姫絶唱シンフォギアXV
  - 白銀の炎 -keep the faith-（編曲）
  - 風のあなたに（編曲）
- 戦姫絶唱シンフォギアXD UNLIMITED
  - 防人ノ歌（作曲・編曲）
- D4DJ
  - 電乱★カウントダウン（編曲）
  - Let's do the 'Big-Bang!'（編曲）
  - Gonna be right（編曲）
  - 最頂点Peaky&Peaky!!（作曲・編曲）
  - Wish You Luck（編曲）
  - ABSOLUTE（編曲）
  - Ultimate Vista（作曲・編曲）
  - Let us sing "Peaky!!"（作曲・編曲）
  - Stormy link（編曲）
  - CYBER CYBER（編曲）
  - 夢見る少女じゃいられない（編曲）
- BanG Dream!
  - 夢を撃ち抜く瞬間に!（編曲）
  - きゅ～まい＊flower（編曲）
  - ぎゅっDAYS♪（作曲・編曲）
  - 約束（作曲・編曲）
  - Blessing Chord（作曲・編曲）
  - Singing "OURS"（作曲・編曲）
  - Keep Heart（作曲・編曲）
  - ないすみちゅっ!（作曲・編曲）
  - イマジネーション（編曲）
  - Reach Out To TheTruth（編曲）
  - ロストワンの号哭（編曲）
  - Fantastic future（編曲）
  - 春擬き（編曲）
  - ときめきポポロン♪（編曲）
  - Believe in my existence（編曲）
  - シャルル（編曲）
  - ツキアカリのミチシルベ（編曲）
  - 名前のない怪物（編曲）
  - 緋色の空（編曲）
  - 海色（編曲）
  - Paradisus-Paradoxum（編曲）
  - fantastic dreamer（編曲）
  - 新宝島（編曲）
  - ノーポイッ!（編曲）

### その他
- 舞台「劇団シャイニング from うたの☆プリンスさまっ♪『ポラリス』」
  - Galaxy symphony（編曲）
- 舞台「劇団シャイニング from うたの☆プリンスさまっ♪『Pirates of the Frontier』」
  - Have a nice PIRATES!（編曲）
- 舞台「劇団シャイニング from うたの☆プリンスさまっ♪『エヴリィBuddy!』」
  - 一心同体 Buddy Spirit（編曲）

## 音楽担当作品

### アニメ
- ぼくたちのリメイク（2021年） - 近藤世真との共作
- テクノロイド オーバーマインド（2023年） - 菊田大介、岩橋星実との共作
- グリザイア：ファントムトリガー（2025年） - 藤間仁、松本文紀との共作
- プリンセッション・オーケストラ（2025年） - 菊田大介、笠井雄太との共作
- クラシック★スターズ（2025年） - 藤間仁、都丸椋太との共作

### ゲーム
- スーパーボンバーマン R オンライン（2021年） - 岩橋星実、笠井雄太との共作
- 結合男子（2023年） - 藤間仁、近藤世真との共作